# Пеньки (Черняховський район)
Пеньки́ (рос. Пеньки) — селище Черняховського району, Калінінградської області Росії. Входить до складу Свободненського сільського поселення.
Населення — 274 особи (2015 рік).

## Населення
| 2002 | 2010 |
| ---- | ---- |
| 304  | ↘274 |